# دمیترو کوپیتوف
دمیترو کوپیتوف (اوکراینی: Дмитро Олександрович Копитов؛ زادهٔ ۲۹ مهٔ ۱۹۹۸) بازیکن فوتبال اهل اوکراین است.
از باشگاه‌هایی که در آن بازی کرده‌است می‌توان به باشگاه فوتبال دینامو کی‌یف اشاره کرد.